# Милош Коматина
Милош Алексе Коматина (Доња Ржаница, код Берана, 1885 — Санџак, 8. август 1943) био је учесник Првог балканског рата, Другог балканског рата, Првог светског рата и Народноослободилачке борбе и народни херој Југославије.

## Биографија
Рођен је 1885. године у селу Доња Ржаница, код Берана. Био је земљорадник. Непосредно уочи Првог балканског рата, учествовао је у Беранској буни, а затим у борби за ослобођење Берана, на Штедину и борбама све до Ђаковице у оба балканска рата. У Првом светском рату учествовао је у борбама на Гласинцу, у Санџаку и другим биткама.
Између два светска рата био је прогањан и хапшен због својих уверења. Када је у једном тренутку био безразложно осуђен, одбио је да иде на робију. Уместо тога је извадио пушку из скровишта и одметнуо се у шуму. Тако га је затекао Други светски рат.
У устаничким данима јула 1941. године, међу првим устаницима прешао је преко моста на Лиму и учествовао у борбама за ослобођење Берана од италијанског окупатора и касније у одбрани слободне територије. Истакао се већ у првим борбеним окршајима с окупаторским јединицама, иако је био један од најстаријих партизана.
Учествовао је у Пљеваљској бици, 1. децембра 1941. године. После Пљеваљске битке, постао је борац Прве пролетерске бригаде. Тада је учествовао у борбама по Санџаку и у Босни. Издржао је тешке маршеве преко Романије и Игмана, по дубоком снегу и хладноћи.
Због озбиљнијих последица од промрзавања у Игманском маршу, добио је задатак да се врати на рад у позадину. Прво је дошао у Берански батаљон, који је водио тешке борбе на територији Санџака. С првом је групом позадинских радника потом отишао на терен среза беранског. На тој територији су 1942. и 1943. године четничко-окупаторске активности биле интензивне, а посебно се настојало се униште партизани-позадинци, који су и у тој ситуацији извршавали своје борбене задатке.
На повратку у родни крај, Милоша су дочекале жалосне вести. После његовог одласка у Пљевљу, Италијани и четници су у једној акцији извршили изненадни напад на село Доњу Ржаницу и том приликом убили његовог брата Муша, интернирали десет његових рођака и његовог јединог сина Панта, кога су рањеног ухватили (Панто је касније погинуо као борац једне партизанске јединице). И поред четничких активности, Милош је извршавао све задане обавезе. Из бојазни да четници не изврше одмазду над његовом супругом и малом ћерком, Милош је и њих одвео у шуму. После формирања Беранско-андријевичког батаљона, маја 1943. године, ступио је у његове редове.
8. августа 1943. године, пошао је да обиђе супругу и ћерку, које су биле скривене код једног његовог пријатеља. Иако тешко рањен у оба кука, тада се сукобио с групом четника међу којима су били и неки од њихових најистакнутијих вођа из тога краја. У размени ватре, прво је погодио Панта Саичића, команданта четничког корпуса, а затим Милију Ћеранића, команданта четничке бригаде, Станка Марјановића, судију и команданта четничког батаљона, и Голуба Миковића, правника и познатог гестаповског агента. На крају је и њега погодио метак с леђа, којег је испалио жандар Ћеранић. Четници су у знак одмазде, на запрепаштење чак и италијанских војника, масакрирали Милошево тело и развукли га, тако да је од њега једва имало шта да се сахрани.
Указом председника Федеративне Народне Републике Југославије Јосипа Броза Тита, 10. јула 1953. године, проглашен је за народног хероја.